# Kodō

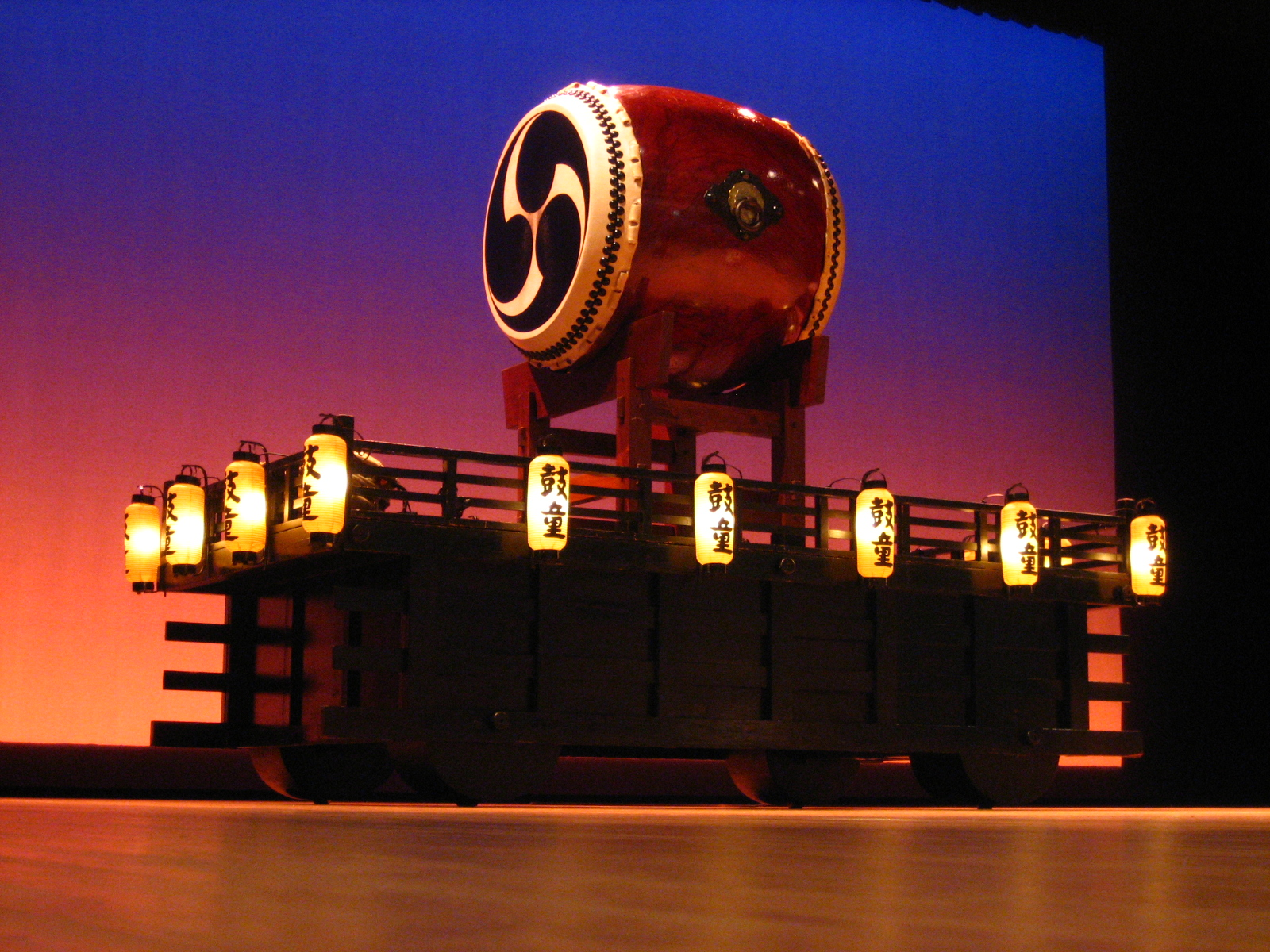
Eine Taiko-Trommel von Kodō

Kodō (jap. 鼓童) ist ein japanisches Taiko-Trommel-Ensemble.
Kodō bedeutet in der verwendeten Schreibweise „Kinder der Trommeln“, spielt aber auch auf das gleichlautende aber 鼓動 geschriebene Wort für „Herzschlag, Puls“ an.

## Herkunft
Kodō entstammt dem 1971 auf der Insel Sado gegründeten Vorgänger Sado no Kuni, Ondekoza (佐渡の國鬼太鼓座, „Teufelstrommlertruppe aus dem Land Sado“). Ihr Debüt unter dem Namen Kodō gaben sie 1981 auf dem Berlin-Festival. Seither hatten sie weltweit über 3100 Auftritte.
Die Gruppe betreibt ein Kunstzentrum auf Sado, in dem etwa 50 Künstler leben. Hier verbringen sie etwa ein Drittel des Jahres, um an neuen Stücken für ihre Auftritte zu arbeiten.
Die Auftritte von Kodō enthalten sowohl traditionelle japanische Rhythmen und von Komponisten vorgegebene Stücke, als auch von Kodō-Mitgliedern selbst komponierte Stücke. Die Programme der etwa eineinhalb bis zwei Stunden dauernden Konzerte variieren ständig.

## Geschichte
Kodō wurde 1981 von ehemaligen Mitgliedern der Gruppe Ondekoza gegründet und hatte noch im selben Jahr ihr Debüt auf dem Berlin Festival. Die nächsten sieben Jahre verbrachte die Gruppe damit durch Europa, Japan, Nord- und Südamerika und den Nahen Osten zu touren.
1988 eröffneten die Künstler das Kodōmura auf Sado. Im selben Jahr gab es auf dem Gelände die erste Auflage des nun jährlich stattfindenden Earth Celebration International Arts Festival.
1989 hielt die Gruppe ihren ersten Trommel-Workshop.
1991 nahm die Gruppe am Japan Festival in Großbritannien teil. Ein kleiner Teil von Kodō tourte durch Afrika, mit Auftritten unter anderem in Ghana, Nigeria, Senegal.
1994 erhielt Kodō den Midem Classical Award bei den 3. International Visual Music Festival in Cannes.
1997 gründeten sie die Zaidan Hōjin Kodō Bunkasaidan (財団法人鼓童文化財団, „Stiftung Kodō-Kulturgütergruppe“).
1999 hatte Kodō weltweite Auftritte im Rahmen der „Kōryū Gakkō Kōen“-Tour (交流学校公演).
2002 gründeten sie den Kunstkreis „Kodo Arts Sphere America“ (KASA) in Nordamerika. Des Weiteren wirkten sie am Soundtrack des chinesischen Films Hero mit. Und im selben Jahr veröffentlichten sie die offizielle Hymne der FIFA Fußball-Weltmeisterschaft 2002, wodurch sie enorm an Popularität gewannen.
2003 hielt der „Kodo Arts Sphere America“ seine erste Workshop-Tour ab. Die Künstler veröffentlichten mit dem Titel The Tub Boats of Sado Island, A Japanese Craftsman’s Methods ihr erstes Buch. Des Weiteren gingen sie mit dem „The Kodo One Earth Tour Special“ erneut auf Tournee.

## Mitglieder
Die Gruppe hat momentan 48 Mitglieder, wovon 24 Künstler und 24 Organisationspersonal sind. Die Künstler sind zwischen 22 und 52 Jahre alt. Mit Teilzeitarbeitern und Lehrlingen ist die Kodō-Gemeinde etwa 70 Personen stark.
Künstler-Lehrlinge leben zwei Jahre im Haus der Gemeinde, einem alten Schulhaus. Zum Junior-Mitglied ausgewählte Lehrlinge verbringen ein weiteres Jahr mit Lernen und Übung, in der Hoffnung ein Teil der Organisation Kodō zu werden.
In der Vergangenheit lebte die gesamte Gruppe in einer Gemeinschaft. Auch jetzt noch leben die jüngeren Mitglieder im Kodōmura, ältere Mitglieder hingegen außerhalb in nahe gelegenen Dörfern.

## Kodōmura
Nachdem die Gruppe mehr als ein Jahrzehnt in einem umgebauten Schulhaus lebte, kauften sie sich ein weitläufiges Stück dicht bewaldeten Gebiets im südlichen Teil der Insel Sado. Im Jahr 1988 eröffnete die Gruppe das Kodōmura (鼓童村, engl. Kodo Village) auf diesem Grundstück.
Im Einklang mit Kodōs Hingabe, die traditionellen japanischen Künste zu erhalten, bauten sie ein 200 Jahre altes Bauernhaus, welches an anderer Stelle abgerissen wurde, als ihr Büro wieder auf. Dieses Gebäude wurde um einen gemeinschaftlichen Koch- und Esstrakt, sowie eine Bibliothek, welche vor allem die Themenbereiche Musik und Tanz abdeckt, erweitert.
Seit damals sind ein Rezeptionsgebäude, welches auch ein wiedererrichtetes Bauernhaus ist, ein Wohngebäude, ein Aufnahmestudio und kürzlich eine neue Probehalle errichtet worden. Zusätzlich zu diesen Gemeinschaftsgebäuden wohnen verheiratete Gruppenmitglieder in eigenen Wohnungen und Häusern in näherer Umgebung.

## Diskografie
- Heartbeat Drummers of Japan (1985)
- Ubu-Suna (1988)
- Blessing Of The Earth (1989)
- Irodori (1990, Gold Disc Award für klassische japanische Musik)
- Gathering (1991)
- Mono-Prism (1991)
- Kaiki (1992)
- Best of Kodo (1993)
- Nasca Fantasy (1994)
- The Hunted: Original Motion Picture Soundtrack (1995)
- Kodo Live at the Acropolis (1995)
- Ibuki (いぶき) (1996)
- Against (1998)
- The Remix Project (1999)
- Ibuki Remix (1999)
- 童 warabe (1999)
- tsutsumi (1999)
- Tataku: The Best of Kodo II (1994-1999) (2000)
- Mondo Head (2001)
- FIFA 2002 World Cup Official Anthem (2002)
- Hero Soundtrack (2003)
- Sado e – One Earth Tour Special (2004)
- Prism rhythm (2005)
- Akatsuki (2011)
- Mystery (2014)
- Kodo Together (2021)